# Estació de Segovia-Guiomar
L'estació de Segovia-Guiomar és una estació d'alta velocitat propietat d'ADIF. Dona servei a la LAV Madrid-Segòvia-Valladolid. Es troba al quilòmetre 76 de la línia i a uns 6 quilòmetres del centre de la ciutat castellana de Segòvia, a prop del polígon industrial d'Hontoria.